# Chtonobius anomalum
Chtonobius anomalum är en skalbaggsart som beskrevs av Oliver Erichson Janson 1911. Chtonobius anomalum ingår i släktet Chtonobius och familjen Cetoniidae. Inga underarter finns listade i Catalogue of Life.